# KISE 발달척도
KISE 발달척도는 장 피아제의 인지발달이론을 기초로 하여 대한민국 실정에 맞게 국립특수교육원 개발한 정서장애학생을 선별하는 척도이다.

## 특징
지도교사가 특별한 훈련을 받지 않았더라도 실시할 수 있으며, 검사시 짧은 시간이 소요된다.
하지만 KISE 발달척도는 1차적인 정서장애학생의 선별과정에서 사용한다. 따라서, KISE 발달척도에 의해 정서장애학생으로 선별되었다 하더라도, 정서장애학생인지는 확실히 알 수 없다.

## 표준화 검사 과정
학습장애와 중복될 수 있거나 자폐성을 의미하는 항목은 검사문항에서 제외하였다. 표준화 검사는 초등학교 2학년과 5학년 학생을 대상으로 하였다.

## 문항 내용
정서행동장애를 나타내는 행동의 5개군으로 나뉘어 각각의 영역에 문항수가 달리 배분되어 있으며 총 102문항이다.
- 동료나 교사들과의 대인관계에 부정적인 문제를 나타내는 행동군에는 15개의 문항이 있다.
- 정상적인 환경에서 부적절한 행동이나 감정을 나타내는 행동군은 다시 두군으로 나뉘는데, 주의집중결함과 과잉행동장애군이 21문항 행위장애군이 25문항이다.
- 늘 불안해하고 우울한 기분으로 생활하는 행동군은 23문항으로 구성되어 있다.
- 학교나 개인문제에 연관된 정서적인 장애 때문에 신체적인 통증이나 고통을 느끼는 행동군은 18문항으로 이루어져있다.

## 검사 및 평정방법
교사가 학생을 6개월 이상 관찰한 후 학생이 평소 나타내는 행동의 강도와 빈도를 감안하여 각 행동특성영역별 문항에 학생을 가장 잘 나타내는 상태에 체크(5점 척도)한다. 체크된 점수를 행동영역별로 합산하여 학년별, 남녀별의 절단점에 따라 각 하위행동영역별로 정서행동장애를 선별할 수 있으며 전체점수 또한 전체점수 절단점을 참고하여 정서행동장애를 선별할 수 있다.

## 본 척도의 장점 및 한계점
검사문항에서 자폐성을 의미하는 항목을 제외하였기 때문에 2008년 특수교육진흥법의 효력이 소멸되고 ‘장애인 등에 대한 특수교육법’이 시행되고 있는 현 시점에서 사용하는데 무리가 없다. 한편, 초등 2, 5학년 학생을 대상으로 표준화검사를 실시하였기 때문에 2, 5학년에게만 적용할 수 있다는 한계점이 있다. 또한 행동특성별 영역은 특수교육진흥법에 따라 구분하였으나 각 영역별 정의는 검사 개발자가 재구성하였다는 것도 한계점이라 할 수 있다. 한편, 검사문항의 구성적인 측면에서, 행동특성 영역에 따라 문항군을 이루고 있어 검사자가 학생의 특정 행동특성에 대한 치우친 판단을 할 수 있다는 한계가 있다.